# 切洛拉
切洛拉（Chelora），是印度喀拉拉邦Kannur县的一个城镇。总人口19566（2001年）。

## 人口
该地2001年总人口19566人，其中男性9302人，女性10264人；0—6岁人口2057人，其中男1044人，女1013人；识字率85.33%，其中男性为87.06%，女性为83.77%。